# Европейский маршрут E64

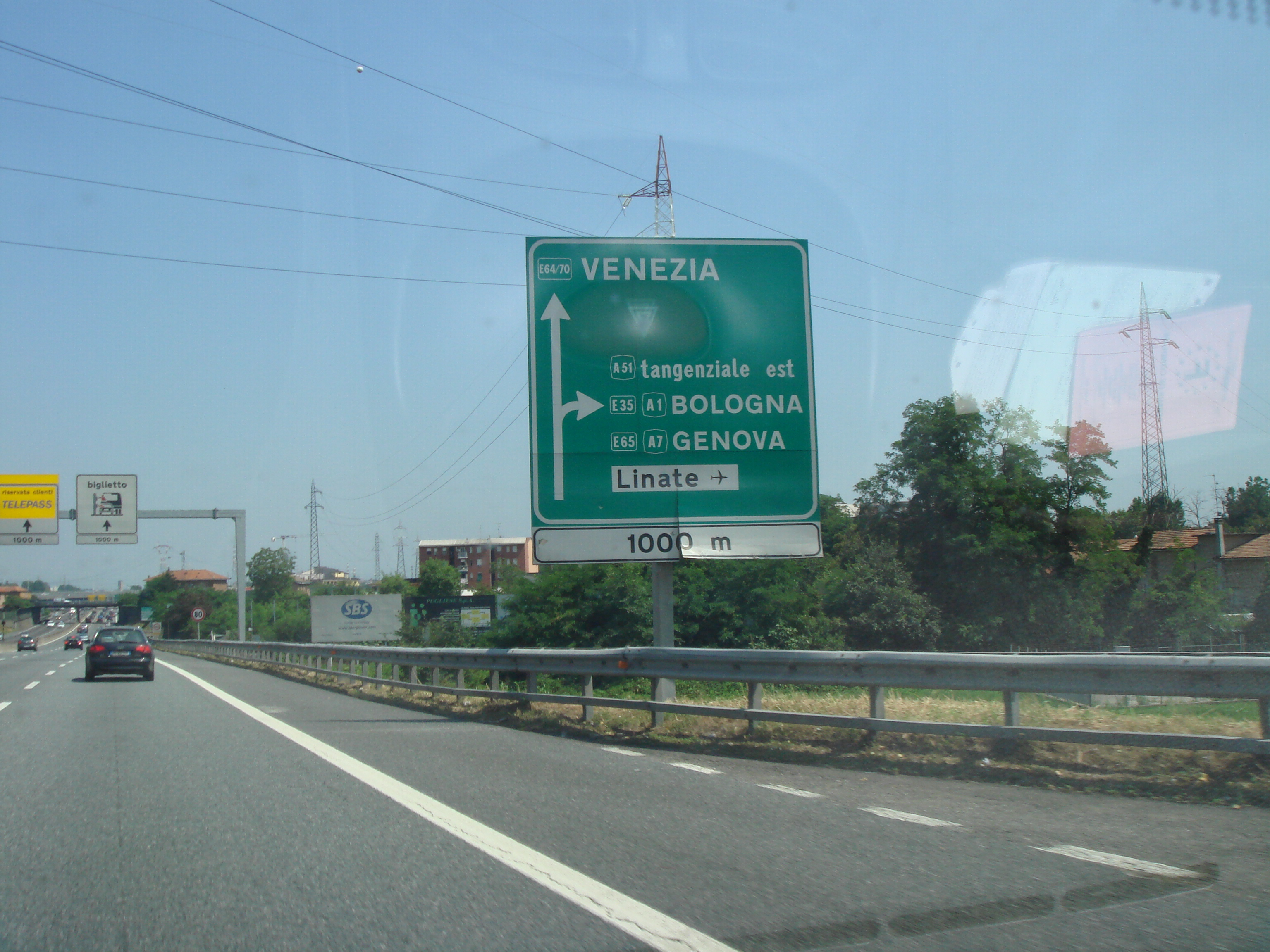
E64 около Милана

Европейский маршрут E64 — европейский автомобильный маршрут категории А в Южной Европе, является серией автомобильных дорог в Италии, соединяющих Турин и Брешиа. Длина маршрута — 246 км.
Маршрут начинается в Турине (Пьемонт), следует на северо-восток в Ломбардию, где проходит через Милан. Далее он продолжается на северо-восток до Брешиа.
E64 связан с маршрутами:
- В Турине: E70, E612 и E717
- В Милане: E35 и E62
- В Брешиа: E70